# Breakheart Pass
Breakheart Pass is een Amerikaanse westernfilm uit 1975 onder regie van Tom Gries. Het verhaal hiervan is gebaseerd op dat uit de gelijknamige roman uit 1974 van Alistair MacLean, die dit zelf bewerkte tot filmscenario.

## Verhaal
Een militaire basis kampt met een uitbraak van difterie. Er worden medische voorraden in een trein hiernaartoe geladen, waarna aan boord verschillende moorden plaatsvinden.

## Rolverdeling
| Acteur           | Personage                  |
| ---------------- | -------------------------- |
| Charles Bronson  | Deakin                     |
| Ben Johnson      | Marshal Pearce             |
| Richard Crenna   | Governor Richard Fairchild |
| Jill Ireland     | Marica                     |
| Charles Durning  | O'Brien                    |
| Ed Lauter        | Major Claremont            |
| Bill McKinney    | Reverend Peabody           |
| David Huddleston | Dr. Molyneux               |
| Roy Jenson       | Chris Banion               |
| Rayford Barnes   | Sergeant Bellew            |
| Scott Newman     | Rafferty                   |
| Robert Tessier   | Levi Calhoun               |
| Joe Kapp         | Henry                      |
| Archie Moore     | Carlos                     |
| Sally Kirkland   | Jane-Marie                 |
| Eddie Little Sky | White Hand                 |
| Keith McConnell  | Gabriel                    |
| John Mitchum     | Red Beard                  |
| Read Morgan      | Captain Oakland            |
| Robert Rothwell  | Luitenant Newell           |
| Casey Tibbs      | Jackson                    |
| Doug Atkins      | Jebbo                      |